# Nicholas Bacon
Sir Nicholas Bacon (1509-79) var en engelsk statsmand, far til Anthony og Francis Bacon.
Bacon blev 1533 sagfører og fik 1546 under Edvard VI en indbringende post, men var som protestant i unåde under dronning Marie. Fra sin ungdom en fortrolig ven og senere svoger af William Cecil kom han ved dennes indflydelse til at indtage en fremragende politisk stilling, da Elisabeth 1558 var kommen på
tronen.
I december samme år blev han storseglbevarer og 1559 lordkansler, samt havde væsentlig del i hendes kirkeordning. Også for undervisningens værd havde han øje og foreslog allerede 1539 at bruge det inddragne klostergods til en højere skole frem for at splitte det imellem kongens venner.
Oprindelig frarådede han dronningen (1560) al indblanding i de skotske forhold, men senere var han stærkt indtaget imod Marie Stuart; også misbilligede han dronningens påtænkte ægteskab med den franske prins, hertugen af Alençon.